# Odds Of Even
En español: Probabilidades de incluso... Es la décima y última canción del noveno álbum de estudio de la banda Marilyn Manson.

## Concepto y lírica
Es la culminación del acto de The Pale Emperor (el final de la historia), donde Mefistófeles esta dando advertencia que el es emperador pero en su lugar con los esclavos, hace una amenaza a los reyes que él será el que tomara su lugar: ( Nadie esta exento a las posibilidades de incluso...) es la frase que termina la canción y el álbum de The Pale Emperor con el que esas posibilidades de incluso... se descubre de que se trata en el tema Revelation #12 (tema de introducción del álbum posterior Heaven Upside Down)

## Apariciones
Odds Of Even - Aparece en The Pale Emperor
The Fall Of House Of Death (Versión acústica de Odds Of Even) - Aparece como Bonus Track en la edición deluxe de The Pale Emperor.
- Datos: Q49504091